# Planina (Postojna, Slovenija)
Planina je naselje u slovenskoj Općini Postojni. Planina se nalazi u pokrajini Notranjskoj i statističkoj regiji Notranjsko-kraškoj. 

## Stanovništvo
Prema popisu stanovništva iz 2002. godine naselje je imalo 647 stanovnika.